# Karlovy Vary repülőtér
A Karlovy Vary repülőtér (IATA: KLV, ICAO: LKKV) Csehország egyik nemzetközi repülőtere, amely Karlovy Vary közelében található. Éves utasforgalma 19 908 fő (2017).

## Futópályák
A repülőtér futópályái:
- 11/29 (2150 m)
- 12/30 (1000 m)

## Forgalom
Az utasforgalom az elmúlt években az alábbi módon változott:
| Utasok száma | 100 872 | 100 779 | 81 731 | 34 507 | 19 201 | 19 908 |
|              | 2012    | 2013    | 2014   | 2015   | 2016   | 2017   |

## Légitársaságok és úticélok
Karlovy Vary repülőtérről induló járatok:
| Légitársaság | Célállomások    |
| ------------ | --------------- |
| Pobeda       | Moszkva-Vnukovó |